# والتر گرونوستای
والتر گرونوستای (آلمانی: Walter Gronostay؛ ۲۹ ژوئیه ۱۹۰۶ – ۱۰ اکتبر ۱۹۳۷) موسیقی‌دان و آهنگساز اهل آلمان بود.
وی از شاگردان آرنولد شونبرگ بود و بیشتر، بابت آثارش در زمینه موسیقی فیلم شناخته می‌شود.
از فیلم‌ها یا مجموعه‌های تلویزیونی که وی در آن‌ها نقش داشته‌است، می‌توان به ارواح قبل از صبحانه، تونل، بادبزن خانم ویندیرمیر و المپیا اشاره نمود.